# Cynthia Olavarri
Cynthia "Cindy" Olavarri, née le 23 mars 1955 à Pleasant Hill en Californie, est une coureuse cycliste américaine.

## Palmarès sur route
- 1981
  - 2e du championnat des États-Unis sur route
  - 3e du championnat des États-Unis du contre-la-montre
- 1982
  - 3e des Journées Internationales de Dompaire
- 1983
  -  championne des États-Unis du contre-la-montre
  - 3e du championnat des États-Unis sur route
  - 3e de Coors Classic
- 1984
  - 2e de Allentown
  - 2e de Women's Challenge

## Palmarès sur piste
- 1983
  -  Championne des États-Unis de poursuite
  - 2e du championnat du monde de poursuite